# Clusia cundinamarcensis
Clusia cundinamarcensis är en tvåhjärtbladig växtart som beskrevs av José Cuatrecasas. Clusia cundinamarcensis ingår i släktet Clusia och familjen Clusiaceae. Inga underarter finns listade i Catalogue of Life.